# Program Landsat

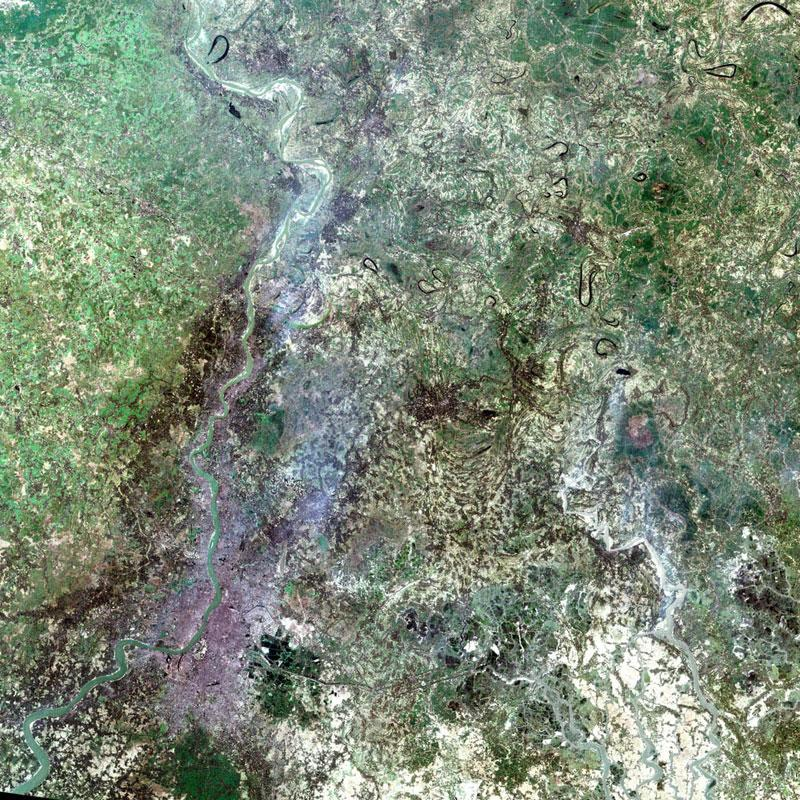
Zdjęcie Kalkuty wykonane przez Landsata 7

Landsat – nazwa programu zdalnego pozyskiwania zdjęć Ziemi z kosmosu. W ramach programu wystrzelono dziewięć sztucznych satelitów Ziemi.
Program prowadzony jest przez NASA i USGS. Jego celem było skonstruowanie serii specjalnych satelitów, wprowadzenie ich na orbitę okołoziemską, a następnie pozyskanie za pomocą aparatury umieszczonej na pokładzie danych teledetekcyjnych oraz przetworzenie ich przez ośrodki naziemne. Pierwszy z satelitów został wystrzelony 23 lipca 1972, a najnowszy 27 września 2021.
Instrumenty zamontowane na satelitach Landsat zrobiły miliony zdjęć. Są one archiwizowane i przechowywane w Stanach Zjednoczonych oraz stacjach odbioru danych na całym świecie. Znalazły one zastosowanie w rolnictwie, kartografii, geologii, leśnictwie, zarządzaniu regionalnym, edukacji i bezpieczeństwie narodowym oraz wielu innych.

## Nazwa
Program działał początkowo pod nazwą ERTS - Earth Resources Technology Satellite. Nazwa programu "Landsat" została nadana po sukcesie pierwszego satelity tej serii ERTS 1 (ERTS A). Nazwa ta sugeruje, że są to satelity do zbierania informacji o lądach, w przeciwieństwie do serii Seasat, których zadaniem jest pozyskiwanie informacji o morzach i oceanach.

## Charakterystyka satelitów
Landsaty I generacji poruszały się po orbicie heliosynchronicznej na wysokości 918 km nad Ziemią. Okres obiegu wynosił 103,2 minuty, a okres rewizyty (czas do powrotu nad ten sam obszar) 18 dni. Szerokość obserwowanego pasa Ziemi wynosiła 185 km. Aparatura: kamera RBV (Return Beam Vidicon) i MSS (Multi-Spectral Scanner)
Kolejne satelity poruszały się po orbicie o wysokości 705 km, czasie obiegu 99 minut i okresie rewizyty 16 dni. Wyposażone były w nowe instrumenty do zbierania obrazów: TM (Thematic Mapper; Landsat 4 i 5) oraz jego udoskonalenia ETM (Enhanced Thematic Mapper; Landsat 6), ETM+ (Enhanced Thematic Mapper Plus; Landsat 7) oraz OLI (Operational Land Imager, Landsat 8). Landsat 8 jest wyposażony także w dwukanałowy sensor średniej podczerwieni TIRS (Thermal InfraRed Sensor).
| nazwa satelity                              | wystrzelony         | zakończenie pracy | rozdzielczość                                           | uwagi                                                                                         |
| ------------------------------------------- | ------------------- | ----------------- | ------------------------------------------------------- | --------------------------------------------------------------------------------------------- |
| Landsat 1                                   | 23 lipca 1972       | 6 stycznia 1978   | RBV: 80 m; MSS: 60 m (pasmo wielospektralne MS)         |                                                                                               |
| Landsat 2                                   | 21 stycznia 1975    | 25 lutego 1982    | identyczna jak L1                                       |                                                                                               |
| Landsat 3                                   | 5 marca 1978        | 21 marca 1983     | RBV: 40 m (panchromatyczne PAN); MSS: 80 m (MS)         |                                                                                               |
| Landsat 4                                   | 16 lipca 1982       | 14 grudnia 1993   | MSS: 80 m (MS); TM: 30 m (MS) i 120 m (podczerwień, IR) | Choć w 1993 przestał zbierać dane naukowe, został wycofany ze służby dopiero 15 czerwca 2001. |
| Landsat 5                                   | 1 marca 1984        | 2013              | MSS: 80 m (MS); TM: 30 m (MS) i 120 m (IR)              |                                                                                               |
| Landsat 6                                   | 5 października 1993 | –                 | ETM: 15 m (PAN), 30 m (MS) i 120 m (IR)                 | nie osiągnął orbity                                                                           |
| Landsat 7                                   | 15 kwietnia 1999    | wciąż funkcjonuje | ETM+: 15 m (PAN), 30 m (MS) i 60 m (IR)                 | w maju 2003 awarii uległ jeden z elementów instrumentu ETM+                                   |
| Landsat 8 (Landsat Data Continuity Mission) | 11 lutego 2013      | wciąż funkcjonuje | OLI: 15 m (PAN), 30 m (MS, IR); TIRS: 100 m             |                                                                                               |